# 고질라 (1998년 영화)
《고질라》(영어: Godzilla)는 1998년에 공개된 미국의 괴수 영화로, 일본의 고지라 시리즈의 할리우드판 리메이크작이다. 덴 데블린이 제작하고 롤란트 에머리히가 연출했으며, 매슈 브로더릭, 장 르노, 마리아 피틸로, 행크 아자리아, 케빈 던, 해리 시어러가 출연했다.

## 줄거리
과거 프랑스령 폴리네시아에 있던 한 이구아나 둥지가 군의 원자폭탄 실험에 노출된다. 현재, 한 일본 어선이 남태평양을 지나다가 정체불명의 괴수에게 공격받아 전복된다. 프랑스 비밀요원 필리프가 사건을 조사하러 오자, 공포에 질린 생존자는 '고지라'라는 단어만을 남긴다.
원자력 규제 위원회 소속의 생물학자 닉 터토펄러스 박사가 체르노빌 출입 금지 구역에서 근방의 벌레를 조사한다. 방사능의 영향으로 벌레들의 크기가 커졌음을 알아내었을 때에, 갑자기 미국 정부에서 그를 스카우트한다. 그는 곧 정부 연구팀에 소속되어, 타히티와 자메이카 지역에 생긴 커다란 발자국을 목격한다. 그리고 파괴된 일본 어선을 조사한 뒤에 닉은 미확인 생물체가 나타났음을 알게 된다. 군에서는 공룡설을 제시했지만 닉은 방사능 노출로 태어난 돌연변이라고 주장한다. 생물체는 뉴욕으로 이동하여 지표면에 어마어마한 균열들을 남긴다. 뒤늦게 도착한 군은 닉의 제안을 따라 생선더미를 미끼로 놓아 둔다. 생물체를 유인하는 데는 성공했지만 너무나 거대한 그것을 군은 제압하는 데 실패한다. 닉은 생물체가 흘린 피 샘플을 조사해서 임신 테스트를 하였고 그 결과, 생물체가 자웅동체이며 번식을 할 장소를 찾고 있음을 발견한다.
한편 뉴욕에는 닉의 전 여자친구인 오드리가 있었다. 오드리에게는 기자가 되려는 열망이 있었다. 우연히 닉과 재회하고서 그의 연구캠프를 방문한 오드리는 군의 기밀 영상(일본 어선 생존자의 인터뷰)을 발견하고 챙겨둔다. 오드리는 그것을 직접 보도하려고 했지만 그녀를 무시해오던 상사가 가로채어 뉴스 방송에서 직접 발설해 버린다. 상사는 고지라를 '고질라(Godzilla)'로 잘못 발음하고 이것이 생물체의 이름이 된다. 기밀 영상을 분실한 것이 원인이 되어 닉은 연구팀에서 제명되고 만다. 오드리에게 배신감을 표한 채 뉴욕을 떠나려던 닉은 비밀요원 필리프 로셰에게 납치된다. 로셰는 고질라를 만들어낸 핵 실험을 은폐하기 위해 움직이고 있으며, 뉴욕 하부에 있을지 모르는 고질라 번식지를 섬멸하기 위해 닉에게 길잡이 역할을 요청한다. 한편 동료인 카메라맨 빅터의 부추김에 이끌려 닉의 오명을 풀어주려던 오드리도 빅터와 함께 닉과 필리프 일행을 뒤쫓는다.
고질라는 군의 추격을 뿌리치고 허드슨강으로 뛰어든 참이었다. 해군 잠수함의 어뢰를 맞은 고질라는 사살된 것으로 여겨졌다. 닉과 필리프, 빅터, 오드리 일행은 매디슨 스퀘어 가든 내부에 생겨난 수많은 고질라 알들을 발견한다. 그때 알이 부화해 버렸고, 일행에게서 생선 냄새를 맡은 새끼 고질라들은 그들을 습격하기 시작한다. 새끼들의 추격을 간신히 따돌린 일행은 건물의 방송 시설을 이용해 고질라 둥지의 존재를 알리고 시급히 건물을 파괴하도록 한다. 군은 전투기를 보내어 매디슨 스퀘어 가든을 폭격하고 일행은 간신히 탈출한다.
그러나 어미 고질라는 살아있었다. 둥지가 파괴된 것에 분노한 어미는 차를 타고 달아나는 일행을 뒤쫓기 시작한다. 일행은 어미 고질라를 브루클린 교로 유인해서 공군에게 폭격을 유도한다. 전투기가 미사일을 퍼붇자 고질라는 쓰러져 죽는다. 시민들이 환호하고 닉은 오드리와 재결합한다. 필리프는 빅터가 찍은 영상을 압수하고서는 검열을 하고 나서 돌려주겠다고 전한다. 모두가 안도하는 사이 매디슨 스퀘어의 지하에서는 아직 남아 있던 고질라 알이 부화한다.

## 출연진
- 매슈 브로더릭 - 니코 "닉" 터토펄러스
- 장 르노 - 필리프 로셰
- 마리아 피틸로 - 오드리 티먼즈
- 행크 아자리아 - 빅터 펄로티
- 케빈 던 - 앤서니 힉스 대령
- 마이클 러너 - 이버트 시장
- 해리 시어러 - 찰스 케이먼
- 애러벨라 필드 - 루시 펄로티
- 비키 루이스 - 엘시 채프먼 박사
- 로리 골드먼 - 진
- 더그 사반트 - 오닐 병장
- 맬컴 더네어 - 멘들 크레이븐 박사
- 랠프 맨자 - 어부 조
- 글렌 모샤워 - 카일 테링턴
- 크리스 엘리스 - 헌터 앤더슨 장군
- 리처드 그랜트 - 펠프스 제독
- 클라이드 쿠사추 - 일본인 선장
- 낸시 카트라이트 - 케이먼 비서

고질라의 경우 성우는 게리 A. 헤커와 프랭크 웰커가, 슈트 연기는 커트 칼리가 맡았다.

## 한국어 더빙 성우진 (MBC, 2002년 9월 20일)
- 박지훈 - 니코 타토롤로스 박사(매슈 브로더릭)
- 신성호 - 필립 로셰(장 르노)
- 박선영 - 오드리 티몬스(마리아 피틸로)
- 김영선 - 빅터 팔로티(행크 아자리아)
- 김명수 - 힉스 대령(케빈 던)
- 김용식 - 이버트 시장(마이클 러너)
- 이종혁 - 찰스 케이먼(해리 시어러)
- 이철용
- 정남 - 엘시 채프먼(비키 루이스)
- 이상범
- 김민성
- 김기철
- 송준석
- 표영재
- 최한
- 이상훈
- 고성일
- 김지영
- 채의진

## 같이 보기
- 고질라 (1954년 영화)
- 고질라 (2014년 영화)